# Tápsaco

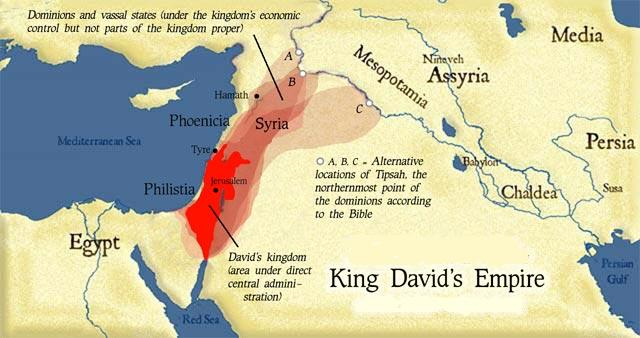
Posibles ubicaciones de Tápsaco en el siglo X a. C.

Tápsaco (en griego antiguo Θάψακος) es una antigua ciudad situada en un lugar indeteminado de la orilla oeste del Éufrates, en la región de Siria. Etimológicamente, su nombre significa "vado". 
Es citada por varios autores griegos como una vía usual para cruzar el Éufrates: por allí pasan Ciro el Joven (Jenofonte, Anábasis I 4. 11, quien también la describe como "una villa habitada, grande y rica"), Conón (Diodoro Sículo XIV 81. 4), Darío III (Arriano, Anábasis II 13. 1) y Alejandro Magno (Arriano, Anábasis III 6. 4). La Tápsaco de las fuentes griegas es llamada Tipsah en la Biblia (1 Reyes 5. 4) y, posiblemente, Tapsuhu en un documento babilonio fechado en el reinado de Nabónido. El topónimo desaparece de nuestras fuentes en el período helenístico, probablemente debido a un cambio de nombre. Posiblemente se trata de la llamada Anfípolis en tiempos de Plinio .